# Sabará
Sabará este un oraș în Minas Gerais (MG), Brazilia.